# Observatoire Washburn
L'observatoire Washburn est un observatoire astronomique géré par l'université du Wisconsin à Madison (UW-Madison). Complété en 1881, il est un lieu de recherche scientifique d'importance pendant une cinquantaine d'années. De nos jours, il héberge le UW-Madison College of Letters and Science Honors Program, alors que le télescope est utilisé par les étudiants initiés à l'astronomie ainsi que par le public lors de certaines activités.

## Histoire
L'observatoire est nommé en l'honneur de l'ancien gouverneur du Wisconsin Cadwallader Colden Washburn. En 1876, il amène le gouvernement du Wisconsin à fournir une subvention de 3 000 USD par année pendant trois ans pour l'établissement d'un programme d'astronomie,.
Le 18 septembre 1877, John Bascom (en), président de l'université, annonce que Washburn fournira à l'observatoire un télescope qui sera plus grand que la lunette astronomique de 15 pouces (38,1 cm) de Harvard. Avec le conseil d'administration, Washburn choisit un site situé à l'extérieur de Madison, à environ 30 m au-dessus du Lac Mendota, dans la partie nord du campus entourée, à l'époque, de vignes et de vergers. La construction de l'observatoire commence en mai 1878. Alvan Clark obtient le mandat de construire le télescope. Le diamètre de son miroir primaire sera de 15,6 pouces (39,624 cm), ce qui en fera, à l'époque, le troisième plus grand télescope des États-Unis. James Craig Watson est nommé premier directeur de l'observatoire, mais mourra avant que ce dernier soit complété.
L'observatoire est très utilisé jusqu'à l'arrivée de l'observatoire Pine Bluff en 1958.

## Galerie

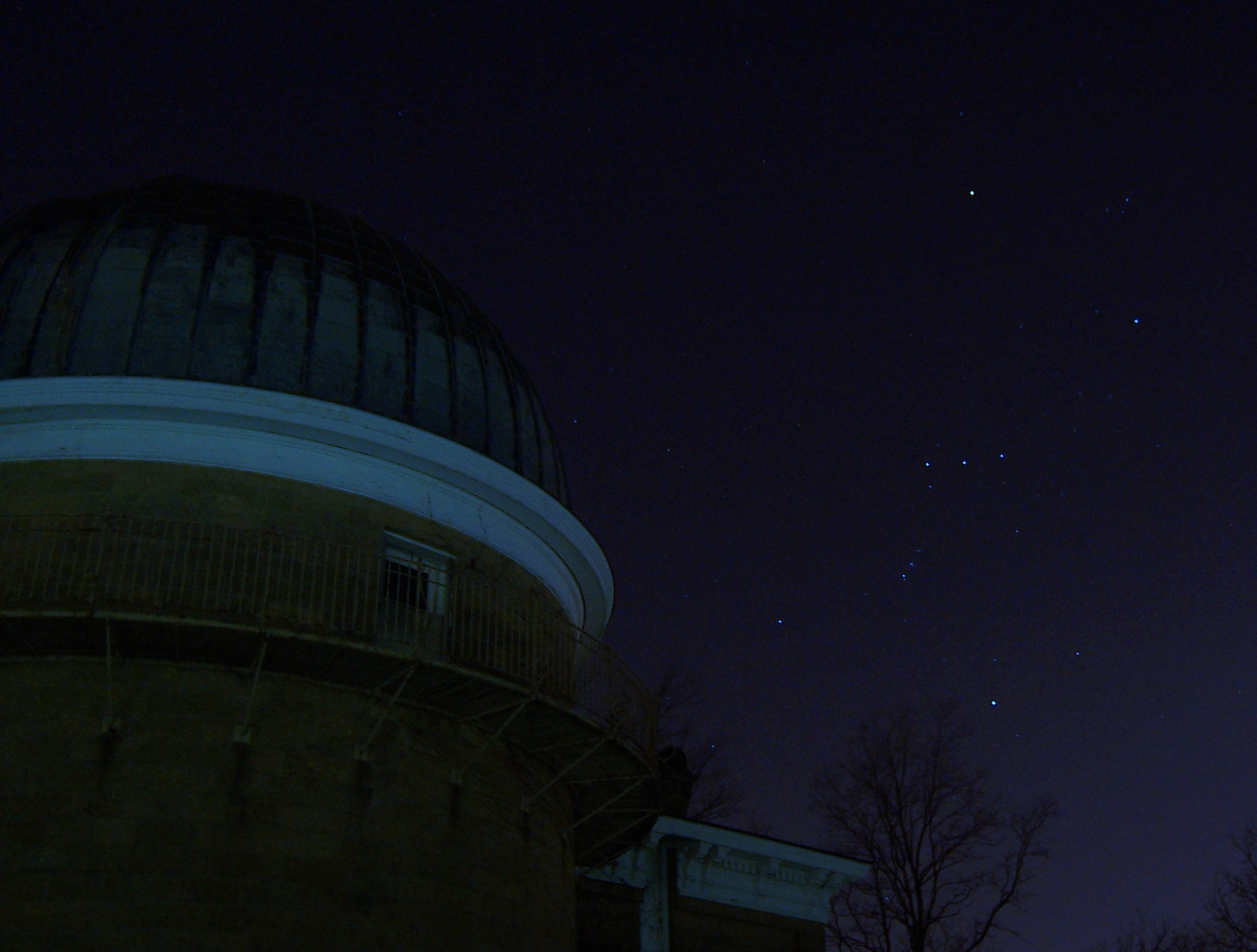
Dôme de l'observatoire avec la constellation d'Orion en arrière-plan.